# Gustaf Wilhelm Linderoth
Gustaf Wilhelm Linderoth, född 23 november 1816 i Umeå, död 25 april 1871 i Stockholm, var en svensk urmakare och grundare av Linderoths urfabrik i Stockholm.

## Biografi

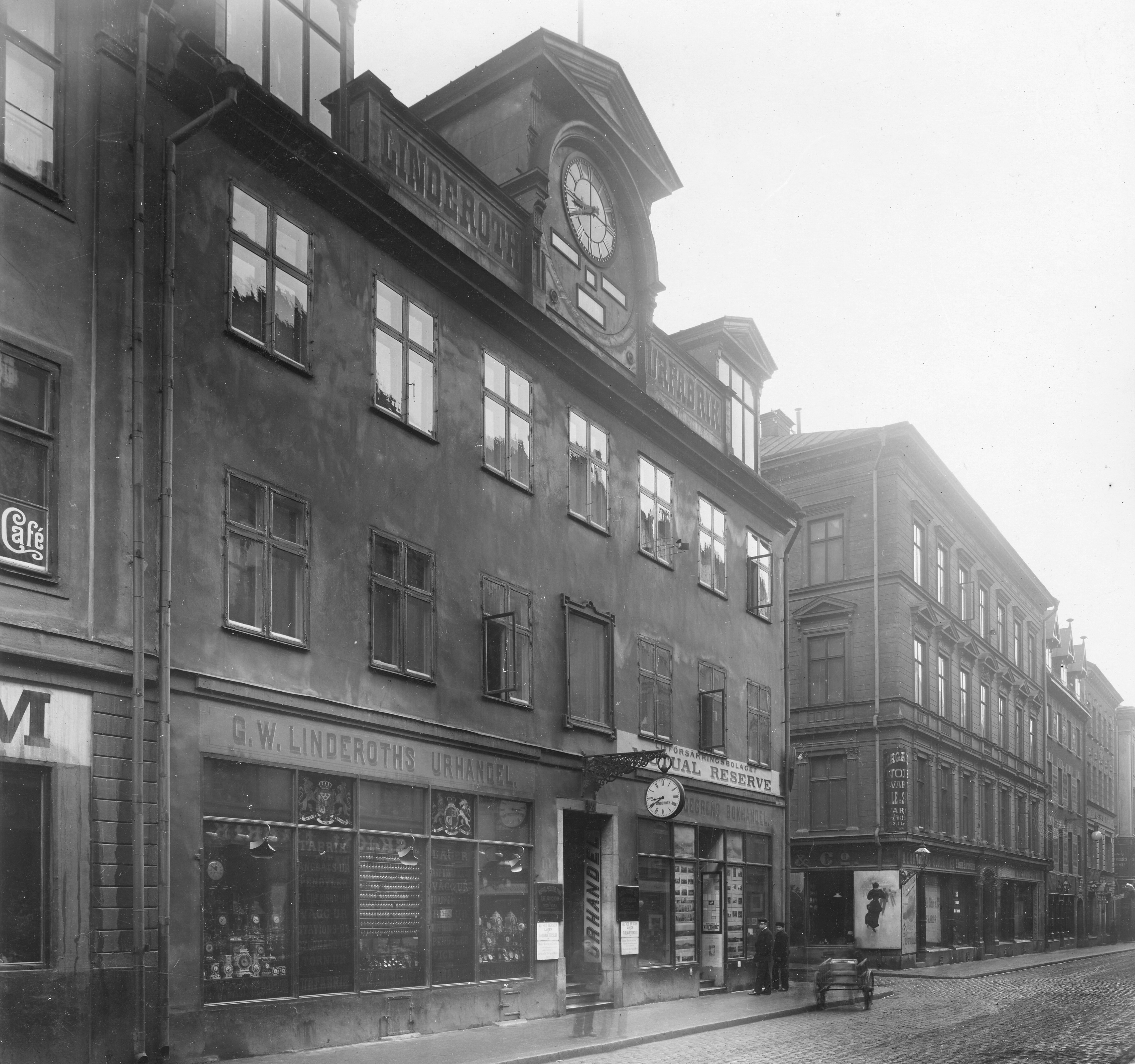
G.W. Linderoths urfabrik 1895.

Gustaf Wilhelm Linderoth var son till kronolänsman Jakob Ersson Linderoth och Charlotta Gabrielsdotter. G.W. Linderoth kom 1829 faderlös till Stockholm, för att lära sig urmakaryrket hos urmakaren Salén på Stora Bastugatan på Södermalm. Efter utbildning till gesäll började han hos den framstående urfabrikanten Johan Fredrik Cedergrén med urhandel på Stora Nygatan. Efter några år blev han förste man hos urmakare C.H. Malmström, Drottninggatan nr 28. Linderoth övertog 1844 den malmströmsta verksamheten och började producera samt importera ur under namnet G.W. Linderoths urfabrik.
Han företog, särskilt i yngre år, studieresor till England, Schweiz och Tyskland och återkom från dessa med nya modeller och idéer. En viktig vändning för Linderoths firma inträffade 1853, då Oscar I för det brandskadade Tullgarns slott beställde ett tornur. Det var nu som Linderoth fick idén att lägga tyngdpunkten på tillverkning av större ur. 
År 1860 beställde SJ det första stationsuret, det blev början av en lång och framgångsrik tillverkning av tornur, stationsur, fasadur och liknande. Fram till 1871 fabricerade Linderoth 510 ur av typ byggnadsur, stationsur, tornur, loggverk, regulatorer och skeppsur till ett tillverkningsvärde av nära 175 000 kr. Linderoth innehade även ett flertal förtroendeuppdrag. Han tillhörde Stockholms stadsfullmäktiges första ledamotsuppsättning 1863, och han var ledamot av Svenska slöjdföreningen och Stockholms stads hantverksförening.
Han var gift med Betty Linderoth (född Cedergren), dotter till den tidigare arbetsgivaren, urfabrikanten Johan Fredrik Cedergrén. Även hon var en skicklig urmakare, utbildat av sin far. Hon blev 1862 den första kvinnliga svenska urmakare som fick sitt arbete utställt på International Exhibition 1862 i England, där hon fick ett hedersomnämnande. Sonen Johan G. Linderoth (1848–1924) övertog firman 1872. År 1884, när Johan G. Linderoth av Oscar II utnämndes till hovurmakare, ansågs hans fabrik som den avgjort ledande i sin bransch. Företaget upphörde 1963.